# Juan Mayr

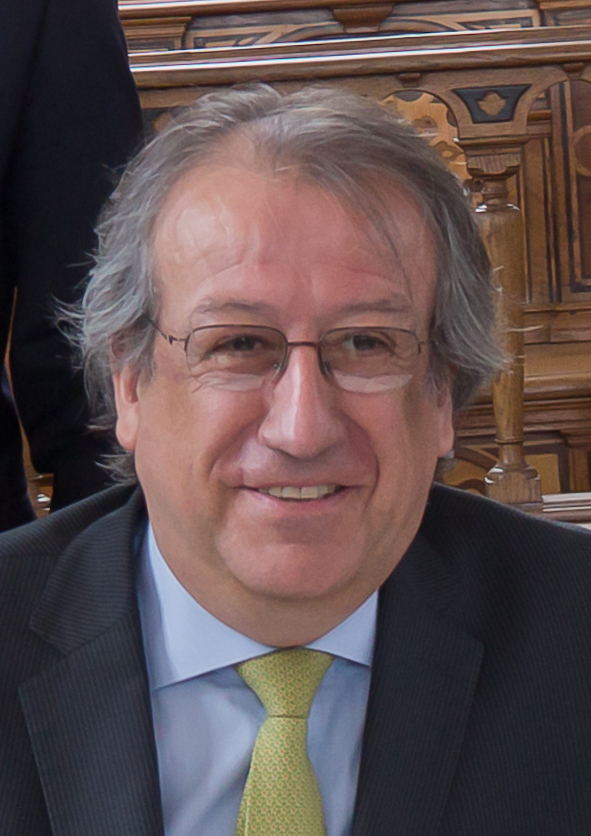
Juan Mayr (2013)

Juan Mayr Maldonado (* 27. Mai 1952 in Bogotá) ist ein kolumbianischer Fotograf, Umweltaktivist und Politiker. Von 2011 bis Ende Juli 2016 war er kolumbianischer Botschafter in Deutschland. Seit Dezember 2016 leitet er die Verhandlungsgruppe der kolumbianischen Regierung für den Dialog mit der Guerilla ELN.

## Leben
Nachdem er zwei Jahre bei den Kogui gelebt hatte, gründete er 1986 die Stiftung Fundación Pro-Sierra Nevada de Santa Marta. Damit schaffte er es die Regierung, die Indigenen Völker, Wissenschaftler, Landwirte, Konservative und verschiedene regionale paramilitärische Gruppen zusammen an einen Tisch zu bekommen. Nach vier Jahren Arbeit konnte die Stiftung ein Projekt zur Bewahrung und Entwicklung der Region beginnen.
Neben anderen Erfolgen, gelang es der Stiftung im Juni 1994, insgesamt 19.500 Hektar der Regierung Kolumbiens an indigene Völker zurückzugeben.
Von 1993 bis 1996 war Mayr Vizepräsident der International Union for Conservation of Nature (IUCN). Im Jahr 1993 erhielt er auch den Goldman Environmental Prize für seine Beiträge zum Schutz der Biodiversität der Sierra Nevada de Santa Marta.
Im Jahr 1998 wurde er durch den damaligen Präsidenten Andrés Pastrana als Umweltminister von Kolumbien ernannt. Er diente in dieser Position für vier Jahre.
Per Dekret 708 des kolumbianischen Außenministeriums vom 9. April 2011 wurde Juan Mayr als kolumbianischer Botschafter in Deutschland durch den Präsidenten der Republik, Juan Manuel Santos Calderón, zum 30. September 2011 ernannt.
Zuletzt berichtete Mayr im Rahmen eines Vortrages am 6. November 2012 im Rahmen der iberoamerikanischen Kulturtage 2012 in Stuttgart über die Sierra Nevada de Santa Marta, und darin auch über die Lebensbedingungen des indigenen Volkes der Kogui.